# Hypsipyla grandella
Hypsipyla grandella, comúnmente conocido como polilla barrenadora o taladrador de las meliáceas, es una polilla de la familia Pyralidae. Su área de distribución se extiende del sur de Florida, la mayor parte del Caribe, México, América Central y América del Sur, excepto Chile.

Las larvas causan daños al alimentarse de nuevos brotes de árboles como caoba (Swietenia spp.) y cedro (Cedrela spp.).